# Citrátsyntáza

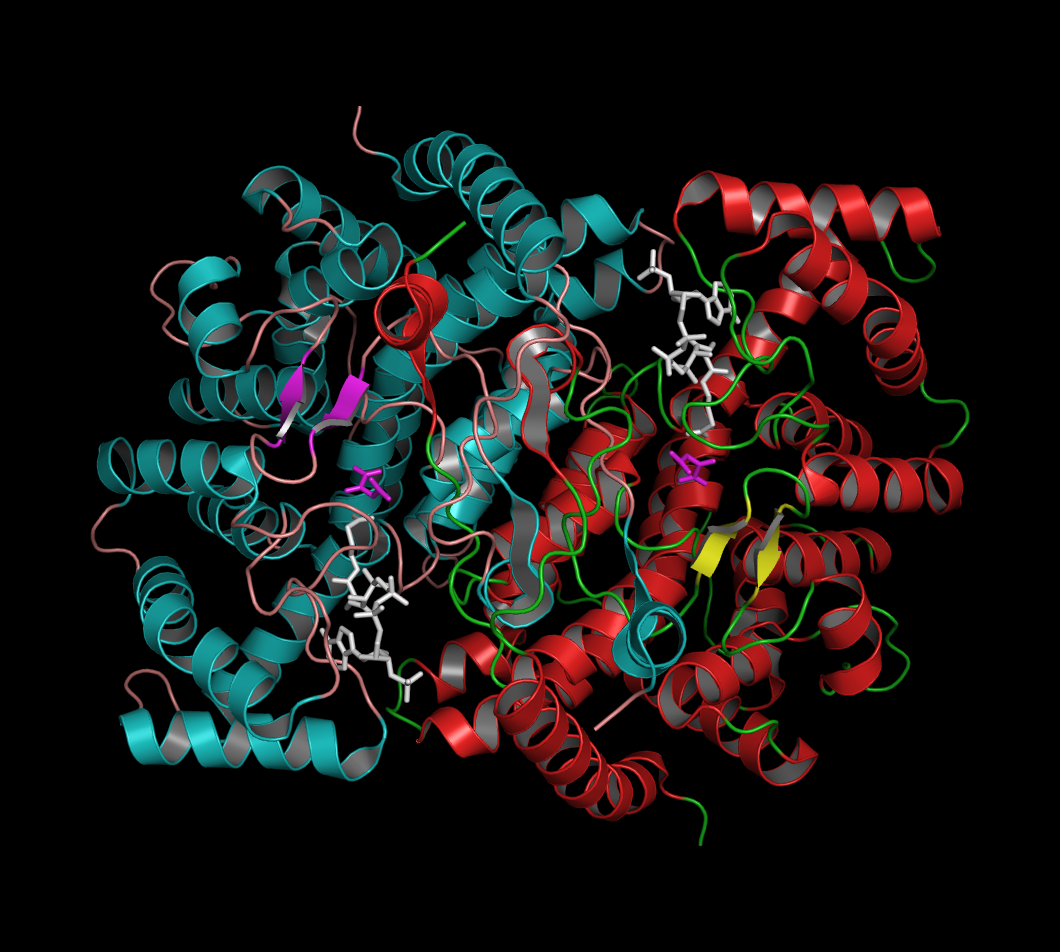
Citrátsyntáza

Citrátsyntáza (EC 2.3.3.1) je enzym ze skupiny acyltransferáz, který katalyzuje první reakci Krebsova cyklu, v níž acetylkoenzym A kondenzuje s oxalacetátem za vzniku citrátu a koenzymu A. Běžnou citrátsyntázou savců je citrát(Si)-syntáza, která přenáší acetyl na Si-stranu karbonylové skupiny oxalacetátu. V mitochondriích je podobný enzym, ale je to homodimer. U některých bakterií se však vyskytují citrátsyntázy, které přenáší acetyl na Re-stranu oxalacetátu.

## Průběh reakce
Při reakci katalyzované tímto enzymem vzniká vazba mezi uhlíkem methylu acetylCoA a uhlíkem karbonylové skupiny oxalacetátu. Vzniklý produkt je citryl-CoA. Následně dochází k hydrolýze thioesterové vazby v příslušném koenzymu a během exergonické reakce se uvolní citrát a CoA-SH.

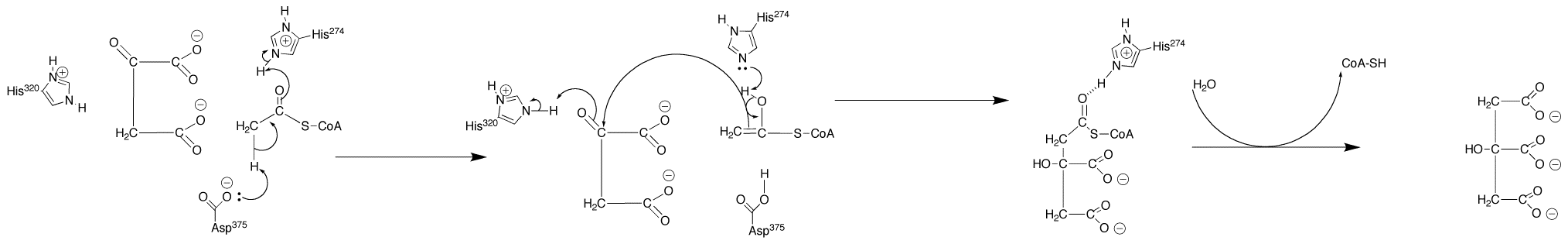
Reakce katalyzované citrátsyntázou za vzniku kyseliny citronové (včetně různých postranních skupin enzymu)